# Skansen
Skansen est un musée de plein air à vocation ethnologique ainsi qu'un parc zoologique situé sur l'île de Djurgården à Stockholm. Il a été fondé en 1891 par Artur Hazelius afin de montrer le mode de vie en Suède durant les siècles passés.
Au XIXe siècle, la Suède, comme beaucoup d'autres pays européens, subit de profonds changements. Son mode de vie très rural laisse place à une société industrialisée, laissant craindre à beaucoup une perte de l'histoire des traditions et coutumes nationales. Artur Hazelius, qui avait auparavant fondé le Nordiska museet sur l'île de Djurgården, près du centre de Stockholm, crée alors le premier musée de plein air au monde sur une colline voisine. Skansen faisait initialement partie du Nordiska museet, mais est devenu indépendant en 1963. Toutefois, les différents objets situés à l'intérieur des bâtiments de Skansen appartiennent toujours au Nordiska museet.

## Constructions traditionnelles
Skansen groupe quelque 150 constructions provenant de toute la Suède, démontées puis remontées pièce par pièce à leur nouvel emplacement, donnant une vue d'ensemble sur la vie en Suède en allant des pauvres villages fermiers aux riches demeures de la noblesse.

## Artisanat traditionnel
Le musée présente également une réplique fidèle d'une petite ville avec les ateliers des artisans qui travaillaient le cuir, l'argent ou encore le verre.

## Parc zoologique
Dans le parc du musée, qui s'étend sur une surface de 300 000 m2, se trouve un vaste zoo qui montre un large éventail d'animaux scandinaves ainsi que quelques espèces plus exotiques. Le parc a joué un rôle important dans la sauvegarde de certaines espèces, notamment le bison.

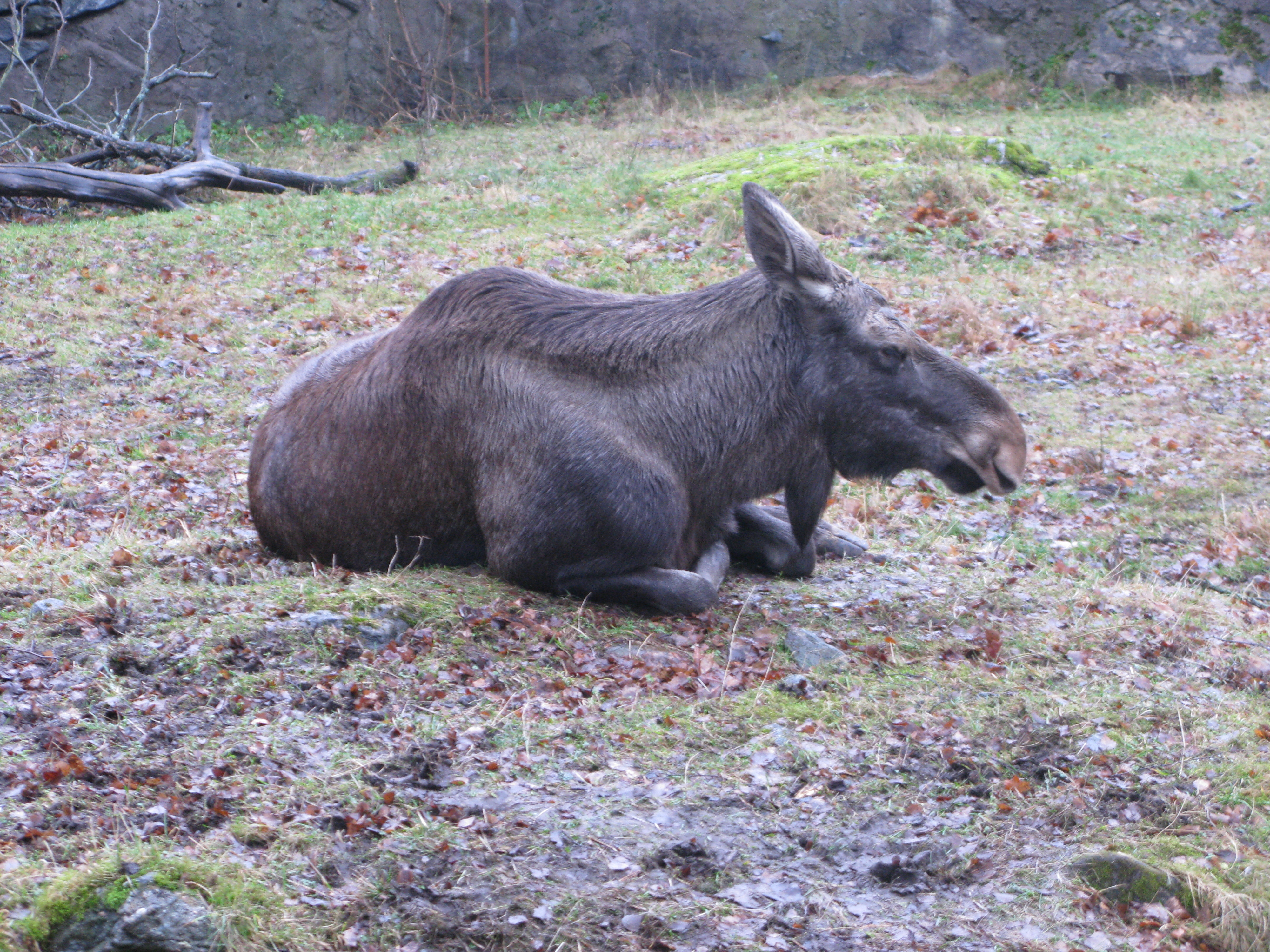
Élan européen.
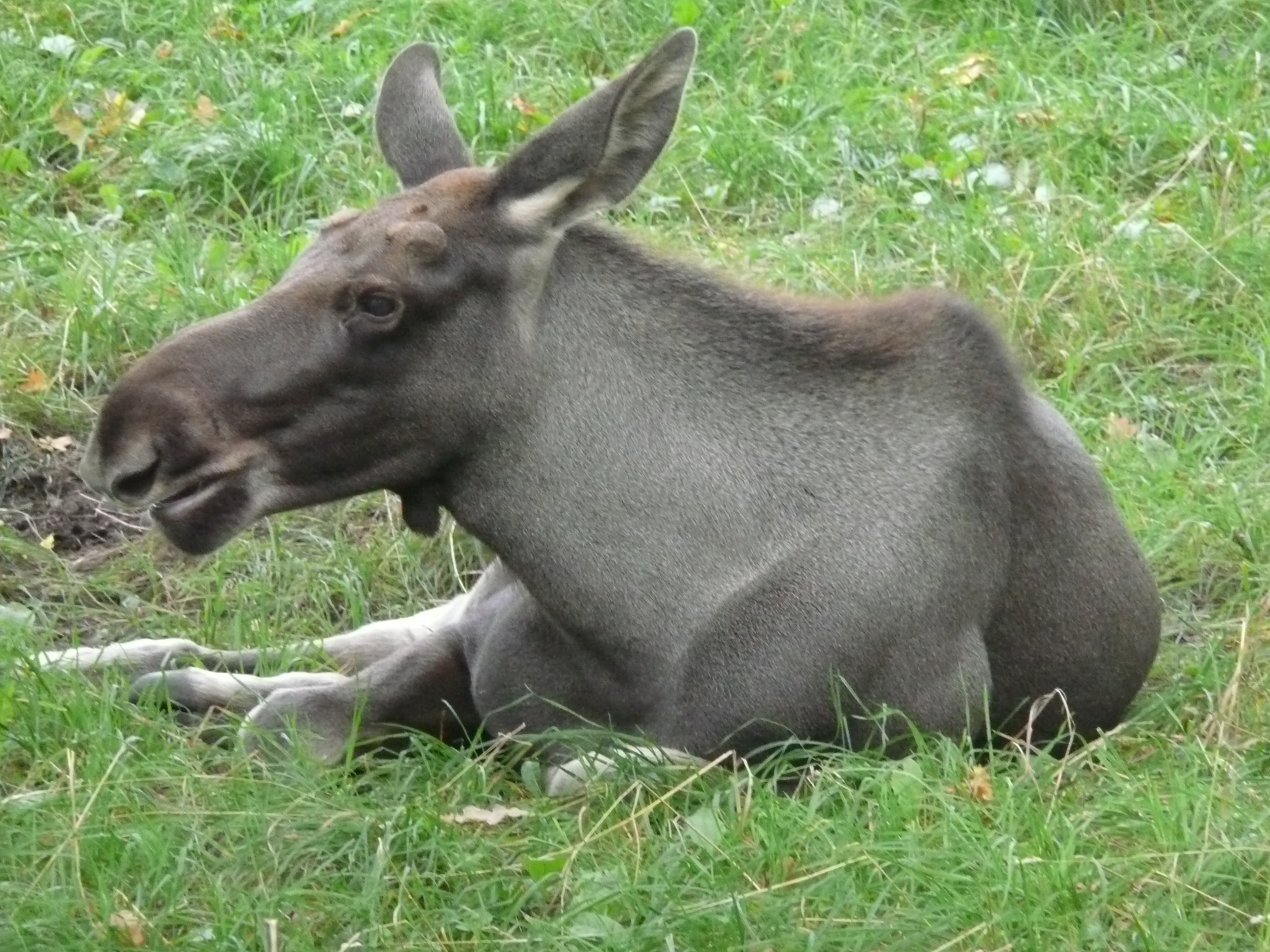
Élan européen.

## Le funiculaire
Le premier funiculaire de Suède se trouve dans le parc de Skansen. Inauguré lors de l'exposition de 1897, il avait une longueur de 107 mètres. Chacune des voitures pouvait emporter 16 personnes. Il est resté en service jusque dans les années 1940, puis a opéré uniquement un service d'été jusque dans les années 1950 où il a été arrêté.
Rénové dans les années 1970, il a maintenant une longueur de 196,4 mètres. Chacune des voitures peut emporter 45 passagers et le trajet dure 90 secondes.

## Marché de Noël
Depuis 1903, la place centrale du musée est début décembre le lieu d'un marché de Noël très populaire, qui attire environ 25 000 personnes par jour.

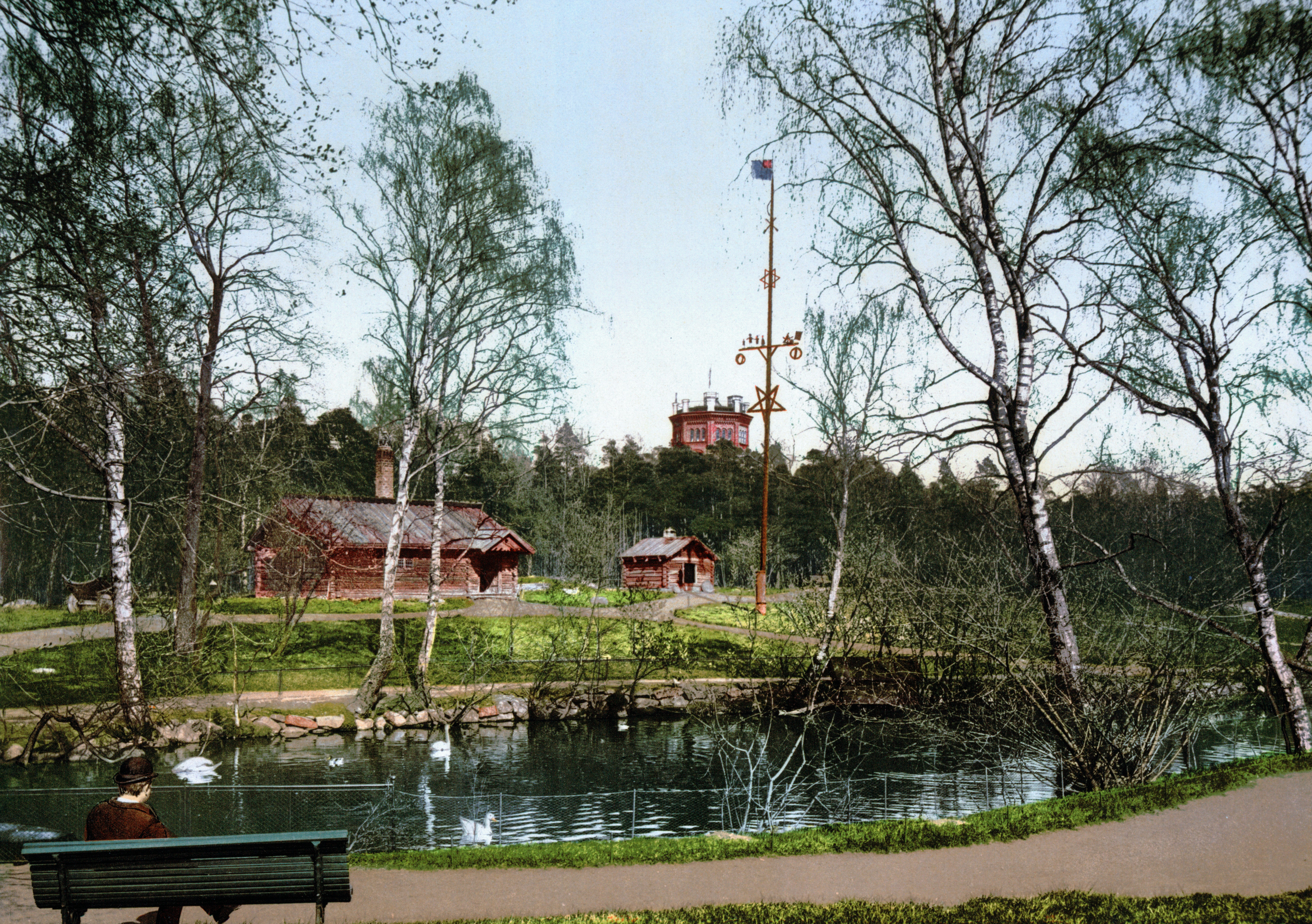
Une carte postale de Skansen (1900), coloriée à la main.
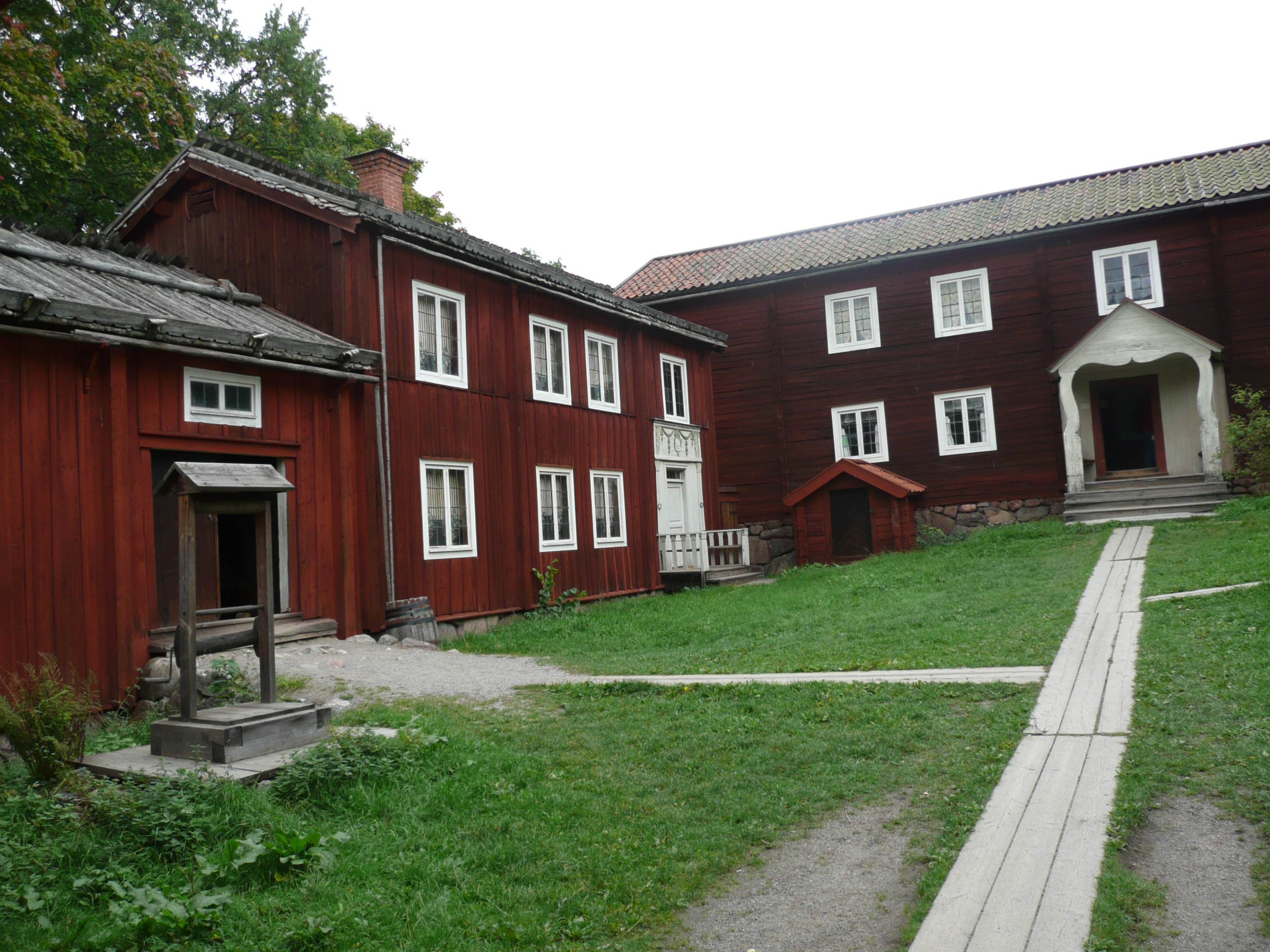
Maisons traditionnelles suédoises au parc Skansen.
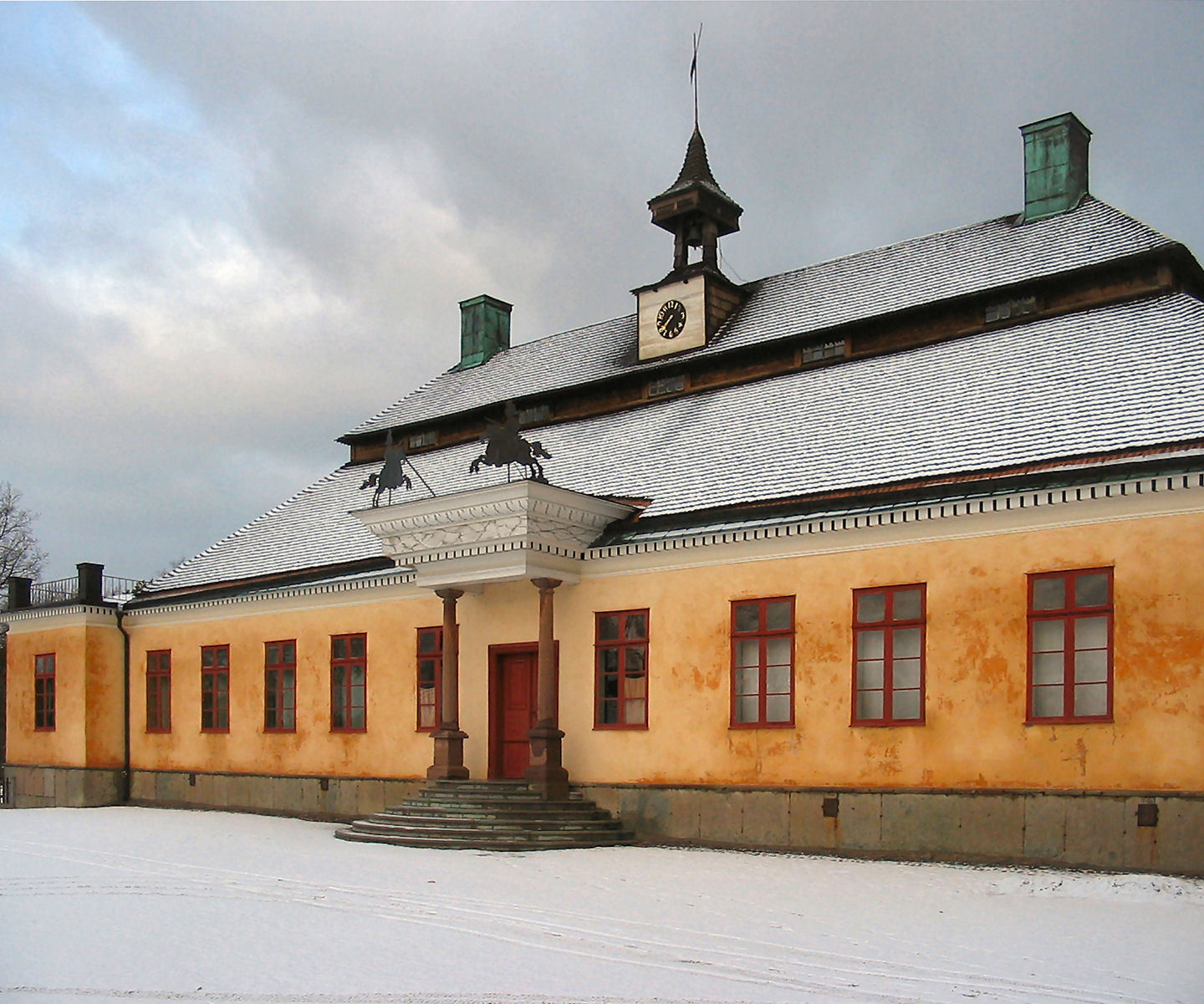
Manoir de Skogaholm (transplanté depuis le Närke) en hiver.
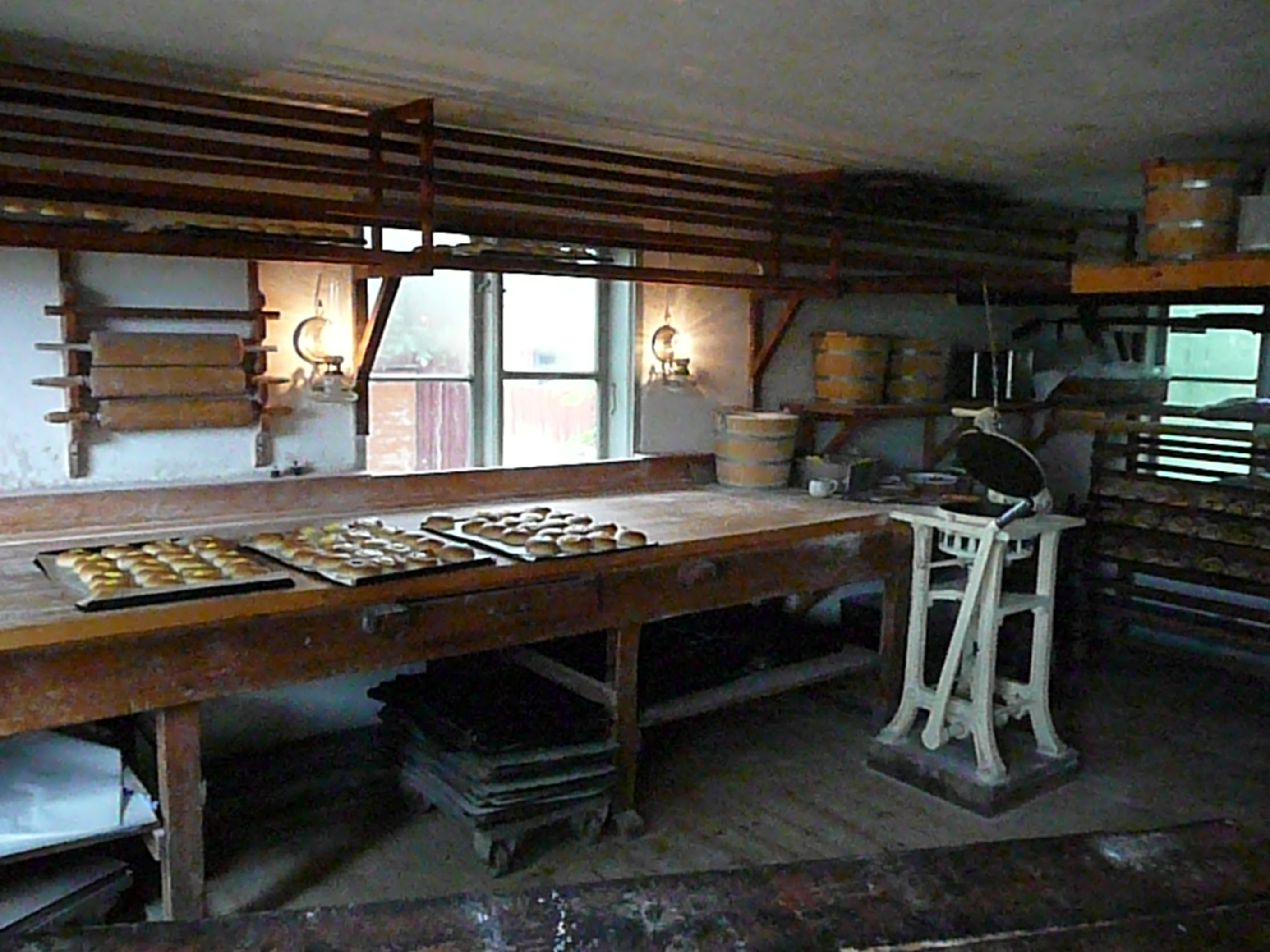
Atelier d'artisan au parc Skansen.

#### Autres écomusées en Europe
- Allemagne : Musée de plein air Vogtsbauernhof
- Danemark : Den Gamle By
- Estonie : Musée estonien en plein air
- Finlande : Musée de plein air de Seurasaari
- Islande : Musée de la ferme d'Árbær
- Lettonie : Musée ethnographique de plein air de Lettonie
- Norvège : Musée folklorique norvégien
- Pays-Bas : Écomusée des Pays-Bas
- Pologne : Musée-parc ethnographique des Cachoubes
- Roumanie : Musée du Village roumain
- Suisse : Musée suisse en plein air de Ballenberg
- France : Musée des Maisons comtoises à Nancray (Doubs, Franche-Comté)

#### Musées de Djurgården
- Djurgården
- Musée Vasa
- Vrack museum
- Nordiska museet
- ABBA the Museum

#### Autres
- Écomusée
- Liste des musées en Suède
- Stockholm